# بيل شفاب
بيل شفاب (بالإنجليزية: Bill Schwab) هو مصور أمريكي، ولد في 1959 في ديترويت في الولايات المتحدة.